# 维杰·普拉萨德

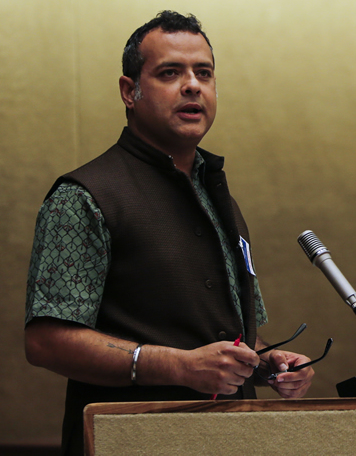
2013年的维杰·普拉萨德

维杰·普拉萨德（英語：Vijay Prashad；1967年—），又译维杰·普拉沙德、维贾伊·普拉沙德，是印度马克思主义历史学家、编辑、记者、政治评论家，“三大洲：社会研究机构”执行主管，毕业于芝加哥大学。普拉萨德以批判资本主义、新殖民主义、美国例外论与帝国主义，支持共产主义与全球南方而闻名。普拉萨德为《每月评论》《国家》和Salon.com等多家出版物提供报道和政治评论。